# Синдром нечувствительности к эстрогенам
Синдром нечувствительности к эстрогенам (англ. Estrogen insensitivity syndrome, EIS) — форма врожденного дефицита эстрогена или гипоэстрогенизм, который вызван дефектным рецептором эстрогена (ЭР), в частности, рецептором эстрогена альфа (ERα), что приводит к неспособности эстрогена правильно функционировать в организме. Врожденный дефицит эстрогена может быть вызван (помимо данного синдрома) дефицитом ароматазы (дефектом в ароматазе, ферменте, ответственном за биосинтез эстрогенов). Оба состояния имеют схожую симптоматику.
Синдром нечувствительности к эстрогенам является чрезвычайно редким явлением. По состоянию на 2016 год было описано три отчета, в которых участвовало в общей сложности пять человек. Отчеты включают случай пациента мужского пола, опубликованный в 1994 году, случай пациента женского пола, опубликованный в 2013 году, и семейный случай, который был опубликован в 2016 году, включающий двух сестер и брата.
Данный синдром является аналогом синдрома нечувствительности к андрогенам, состояния, при котором андрогенный рецептор является дефектным и нечувствительным к андрогенам, таким как тестостерон и дигидротестостерон. Функциональной противоположностью синдрома нечувствительности к эстрогенам является гиперэстрогенизм, например, наблюдаемый при синдроме избытка ароматазы.

## Исследования
Синдром нечувствительности к эстрогенам может быть экспериментально воспроизведен на мышах через нокаут ЭР.
Следующие разделы представляют собой обширный, хотя и частичный / неполный список дефицитов, наблюдаемых у мышей ERKO.

### Мыши αERKO

#### Самки
- Уровень эстрадиола и ЛГ резко повышен из-за потери отрицательной обратной связи с эстрадиолом на оси HPG[10]. Уровень ФСГ, нормальный[10]. Уровень тестостерона также значительно повышен[10]. Уровень пролактина снижается в 5 раз, что связано с потерей его эстрадиол-индуцированной секреции из передней доли гипофиза[10].
- Матка и эндометрий демонстрируют гипоплазию и гипотрофию, соответственно, а влагалище атрофию[10]. Яйцевод нормальный[10]. Яичники нормальны до половой зрелости, после чего происходит полная ановуляция, и яичники становятся увеличенными, геморрагическими и кистозными[10]. Из-за полной ановуляции самки мышей αERKO бесплодны[10]. Фенотип яичников очень похож на фенотип яичников при синдроме поликистозных яичников у людей[10]. Это вызвано хроническим воздействием аномально высокого уровня ЛГ[10]. К 18 месяцам заболеваемость опухолями яичников составляет от 30 до 40%[10].
- Молочные железы в норме до полового созревания, после чего наблюдается полное отсутствие развития, свойственного для железы в период полового созревания, и железы остаются в препубертатном состоянии[10].
- Масса тела и жировой ткани увеличена[10]. Есть признаки резистентности к инсулину, как при синдроме поликистозных яичников у человека[10].
- Из-за существенно повышенного уровня тестостерона наблюдается гиперандрогенизм, в том числе маскулинизация препуциальных желез[10]. Кроме того, самки мышей αERKO демонстрируют поведение, сходное с поведением самцов с точки зрения родительского поведения (в том числе повышенную склонность к детоубийству), агрессивности и сексуального поведения[10]. У таких мышей наблюдается полное отсутствие эструса[10].

#### Самцы
- Уровни ЛГ и тестостерона увеличиваются в 2 раза из-за потери отрицательной обратной связи с эстрадиолом на оси HPG[10].
- Яички развиваются относительно нормально, но они немного меньше обычных и имеют различные дефекты[10]. К 20 неделям вес семенников, придатков яичка и семявыносящих протоков значительно меньше по сравнению с аналогичными органами у нормальных мышей[10]. Однако, с возрастом яички полностью атрофируются (к 150-дневному возрасту)[10]. Кроме того, яички показывают гиперплазию клеток Лейдига, что связано с повышенным уровнем ЛГ и внутриклеточного тестостерона[10]. Кроме того, чаще встречается крипторхизм[10].
- У мышей наблюдается полное бесплодие, которое связано как с дефектами яичек, так и с серьезным нарушением нормального сексуального поведения[10]. Самцы могут производить жизнеспособные сперматозоиды, но есть серьезные нарушения как сперматогенеза, так и функции сперматозоидов[10]. Количество сперматозоидов значительно снижается, на 55% по сравнению с обычными мышами, и на 13% по сравнению с нормальными мышами к 16-недельному возрасту[10]. Наблюдается дефицит подвижности сперматозоидов, увеличение частоты дефектов сперматозоидов (в частности, сперматозоидов, отделенных от жгутика), и полная неспособность сперматозоидов оплодотворять ооциты[10].
- Нет никаких очевидных отклонений в мужских вспомогательных железах, включая предстательную железу, бульбоуретральные железы и семенные пузырьки[10]. Тем не менее, наблюдается значительное увеличение веса семенных пузырьков, что становится более заметно с возрастом, что, вероятно, связано с повышенным уровнем тестостерона[10].
- Агрессивность поведения резко снижена, тогда как родительское поведение с точки зрения детоубийства в норме[10]. Есть небольшие изменения в плане сексуального влечения к самкам[10]. Тем не менее, наблюдается почти полное отсутствие половых актов и эякуляции, что способствует бесплодию[10].

### Мыши βERKO

#### Самки
- Матка, влагалище и яйцеводы развиты нормально[10]. Яичники нормальны до полового созревания, и также нет грубых нарушений фенотипа после полового созревания[10]. Тем не менее, есть частичная ановуляция и субфертильность, что связано с дефектами яичников, а именно с нарушением созревания фолликулов из-за потери передачи сигналов эстрадиола в клетках гранулезы яичников[10].
- Молочные железы в норме[10].
- Масса тела и распределение жира в норме[10].
- Наблюдается повышенная тревожность[11]. Кроме того, антидепрессантоподобные эффекты экзогенного эстрадиола в тестах на принудительное плавание утрачены[11].

#### Самцы
- Фертильность полностью в норме[10].
- Мужские вспомогательные железы, включая предстательную железу, бульбоуретральные железы и семенные пузырьки, выглядят нормально[10]. Тем не менее, с возрастом наблюдается увеличение числа случаев гиперплазии предстательной железы[12].
- Масса тела и распределение жира в норме[10].
- Отсутствие явных поведенческих дефектов, в том числе в отношении сексуального поведения[10]. Тем не менее, наблюдается повышенная агрессивность[11].

### Мыши GPERKO
- У таких мышей наблюдалось ожирение, сердечно-сосудистая дисфункция, инсулинорезистентность, непереносимость глюкозы, отличия в канцерогенезе и метастазировании молочных желез, а также отличия в работе центральной нервной системы[13][14].